# Bonheiden
Bonheiden – miejscowość i gmina (gemeente) w Belgii, w Regionie Flamandzkim, w prowincji Antwerpia, w okręgu Mechelen. 

## Demografia
- Źródła: NIS, od 1806 do 1981= według spisu; od 1990 liczba ludności w dniu 1 stycznia

1 stycznia 2024 całkowita populacja Bonheiden liczyła 15 454 osoby. Łączna powierzchnia gminy wynosi 29,19 km², co daje gęstość zaludnienia 529 mieszkańców na km².

## Podział administracyjny
W skład gminy wchodzi jedna dzielnica (deelgemeente):
- Rijmenam

## Współpraca
Miejscowości partnerskie:
- Berlicum, Niderlandy
- Boulieu-lès-Annonay, Francja